# Dół tylny czaszki
Dół tylny czaszki (łac. fossa cranii posterior) – w anatomii człowieka dół na powierzchni wewnętrznej podstawy czaszki. Z przodu od dołu środkowego czaszki oddzielają go pośrodkowo brzeg grzbietu siodła tureckiego, a bocznie górne brzegi części skalistej kości skroniowej. Jest najgłębszym, najniżej położonym i największym z trzech dołów wewnętrznych podstawy czaszki. Tworzą go grzbiet siodła tureckiego, stok kości klinowej, kość potyliczna, część skalista i część sutkowa kości skroniowej oraz kąt sutkowy kości ciemieniowej. Położone są w nim móżdżek, most i rdzeń przedłużony.